# Соуза, Элиу
Элиу Фелипе Диаш де Соуза (порт. Hélio Filipe Dias de Sousa; 12 августа 1969 года, Сетубал, Португалия) — португальский футболист и тренер.

## Биография
В качестве футболиста Соуза всю свою долгую карьеру провел в родном клубе «Витория» (Сетубал), за который он провел более 400 матчей. В молодости игрок вызывался в различные сборные Португалии, а в 1989 году побеждал на молодежном Чемпионате мира в Саудовской Аравии. В 1994 году провел один матч за главную национальную команду страны. Перед окончанием карьеры Соуза в качестве капитана помог команде одержать победу в розыгрыше Кубка Португалии.
Завершив свои выступления, он сразу же возглавил «Виторию» и в первом же сезоне довел её до финала кубка страны. Долгие годы специалист успешно возглавлял юношеские сборные Португалии, с которыми по своим возрастам побеждал на Чемпионатах Европы. Летом 2019 года португалец был назначен на пост главного тренера сборной Бахрейна. На этой должности Соуза сменил чеха Мирослава Соукупа.

## Достижения

### Футболиста
- Чемпион мира среди молодёжных команд (1): 1989.
- Обладатель Кубка Португалии (1): 2004/2005.

### Тренера
- Чемпион Европы среди юношеских команд (до 17 лет) (1): 2016.
- Чемпион Европы среди юношеских команд (до 19 лет) (1): 2018.
- Чемпион Федерации футбола Западной Азии (1): 2019.[3]
- Обладатель Кубка наций Персидского залива (1): 2019.[4]
- Финалист Кубка Португалии (1): 2005/06.